# Oost-Para
Oost-Para is een van de vijf ressorten waaruit het Surinaamse district Para bestaat.
In het oosten grenst het ressort Oost-Para aan het district Commewijne. In het zuidoosten grenst het aan het ressort Carolina, in het zuiden grenst Oost-Para aan het district Brokopondo, in het westen aan de ressorten Zuid-Para en Noord-Para en in het noorden aan het district Wanica.
In 2004 had Oost-Para volgens cijfers van het Centraal Bureau voor Burgerzaken (CBB) 7349 inwoners.